# Cabecita rubia
 Cabecita rubia es una película de Argentina filmada en colores dirigida por Luis Sampieri sobre su propio guion escrito en colaboración con Eduardo Leiva Muller que se estrenó el 22 de febrero de 2001 y que tuvo como actores principales a Eusebio Poncela,  Micky Ruffa,  Graciela Pal y Noemí Serantes.

## Sinopsis
Después de terminar su relación con su novio, un transexual hace un viaje en casa rodante por el interior del país con unos prestidigitadores.

## Reparto
Intervinieron en el filme los siguientes intérpretes:
- Eusebio Poncela…Tulan
- Micky Ruffa…Jenifer
- Graciela Pal…Marta
- José Luis Martínez…Tachuelita
- Noemí Serantes
- Liliana Serantes
- Jéssica Cardozo…Martita
- Silvana Silveri
- Elio Laciar…Tito
- Paola Cardozo
- Micky Ruffa
- Silvana Silveri

## Comentarios
Ricardo García Oliveri en Clarín dijo:

”…Tiene errores que algunos podrían calificar de imperdonables, pero deja la sensación final de que se trata de un producto simpático y con "algo adentro" que merece perdón….una película un tanto deshilvanada, con algunos planos innecesariamente largos, una conducción actoral despareja y un look alevosamente amateur, a la que en más de un momento rescatan sus bien colocados y atípicos toques de humor…Está muy bien utilizada la interesante música de Pablo Sala, pero, en cambio, las escenas de violencia son como en el teatro: se ve que nadie le está pegando a nadie. Ojalá en su próximo trabajo Sampieri consiga —tenga los medios— pasar en limpio un borrador igualmente interesante..” 

Gabriel Presta en Sin cortes dijo:

”Inconducente road movie, elemental en su temática y débil argumentalmente. Los personajes pesan más que la historia en sí.”

Luis Ormachea en el sitio web otrocampo.com dijo:

”…atractiva road movie que recorre terrenos no muy explorados por el cine argentino actual…Una historia simple, muy bien narrada, sin pretensiones de grandielocuencia, con personajes creíbles y queribles, contribuyen a crear un pequeño gran film.” 

Paraná Sendros en Ámbito Financiero dijo:

”Sorprende gratamente…Sampieri muestra… un fuerte sentido de observación, habilidad narrativa, oficio bien aprendido, ironía, cariño, es decir, condiciones suficientes como para tenerlo bien en cuenta.” 

## Premios y nominaciones
Asociación de Cronistas Cinematográficos de la Argentina
Premios Cóndor 2002
- Graciela Pal, nominada al Premio Mejor Actriz de Reparto
- Micky Ruffa nominado al Premio Mejor Revelación Masculina
- Pablo Sala, nominado al premio a  la Mejor Música.

New York LaCinemaFe 2002
- Eusebio Poncela, ganador al Premio al Mejor Actor en la competencia de primeros trabajos.